# Емануел Будисављевић
Емануел племенити Будисављевић Приједорски, Манојло, у фамилији познат и као Мане, (1836 — 1893) био је дворски савјетник у крунској земљи Далмацији. Потиче из угледне српске, личке, војне породице Будисављевић, и то из оног огранка фамилије, који је носио племићки придјевак Приједорски.

## Биографија
Син је официра Будета и Софије, рођ. Марић. Био је најстарији брат великом жупану Будиславу, Јови и Станиславу. Са својом женом Амелијом Негрином, имао је три сина: Владимира (1864), Стевана (1867) и Манета (умро прије 1908.). Амелија је била ћерка градоначелника Равене. Завршио је војну школу и врло брзо је постао надпоручник. Служио је као генералштабни официр код генерала Јозе Филиповића у Италији (Болоња и Ферара) гдје је упознао своју будућу жену. Због женидбе је напустио војну службу поставши канцеларист у Задарском намјесништву код барона Лазе Мамуле из Гомирја. Касније прелази у Котор као виши службеник. Министар унутрашњих дјелах именовао је 1868. у новој организацији политичких области Далмације, за котарског повјереничког пристава равнатељства (директората) помоних уредах у намјесништву Емануела Будисављевића Приједорскога. Вијест о томе објављују Народне новине 6. августа 1868. године истовремено с Царском наредбом о употреби језика у четама, а који мора бити онај којим се највише говори у пуку којем чета припада. Наредбом се тражило да се официрски кадар у земљама круне Угарске попуњава колико је то могуће официрима који из те земље потичу, а у наставку се каже да приоритет треба дати језику већине те да се, сходно томе, у пуковима у бившој Војној крајини користи српскохрватски језик. Наредбу је потписао цар Фрањо Јосиф 8. августа 1868. Ове наредбе настале су послије доношења Закона о опћој војној обавези. Мада Мане није био директно повезан са спровођењем овог закона и за посљедице које су из тога проистекле, ово постављање је дошло у врло критичном тренутку, непосредно пред избијање Кривошијског устанка. Мантов рад у Котору је значајан јер је, извршавајуи налог Намјесништва далматинског из Задра из 1883. године, средио стари архив Котора и послао га 1885. у Задар, у осам сандука, Лојдовим паробродом. Потписник је више докумената по којима се спроводе разне уредбе: Царска наредба о забрани ношења (свијетлог) оружја, која је посебно погађала бокељски и херцеговачки живаљ (што је такођер допринијело да дође до Кривопијског устанка), акт о начину спровођења нових правила о организацији притвора и затворским просторијама, документ о рјешавању спора са житељима Шпиљара око војног стрелишта...